# 石井直方
石井 直方（いしい なおかた、1955年3月15日 - 2024年8月20日）は、日本の運動生理学者、ボディビルダー、パワーリフティング選手。東京大学名誉教授。理学博士（東京大学）月刊アイアンマン掲載。
東京大学大学院総合文化研究科教授・新領域創成科学研究科拠点長を歴任。

## 来歴
東京都文京区出身。父親の石井美久は早稲田大学教授（フランス文学）。暁星中学校・高等学校を経て、東京大学理学部生物学科で学び、筋肉の研究に従事した。
日本を代表するボディビル選手・パワーリフティング選手としても知られる。中学と高校はサッカー部で活動し、東大では東京大学運動会ボディビル&ウェイトリフティング部に入部してトップ選手に成長した。1975年から関東学生パワーリフティング選手権で6連覇、1976年から全日本学生パワーリフティング選手権で2連覇、1977年に全日本学生ボディビル選手権で優勝する。
大学院へ進学後、1978年に東京ボディビル選手権大会（ミスター東京）4位入賞、1979年に日本ボディビル選手権大会（ミスター日本）5位入賞、1980年に日本実業団ボディビル選手権大会で優勝、1981年にミスター日本で優勝した。1982年にIFBBアジアボディビル選手権大会90kg以下級（ミスターアジア）で優勝、1983年にミスター日本で優勝した。数年大会から遠ざかったのち1986年にIFBB世界ボディビル選手権大会（ミスターユニバース）で7位となる。同時代に表彰台を争った日本国内のボディビルダーは宮畑豊、小山裕史、朝生照雄などがおり、トレーニングセンターサンプレイ会長の宮畑豊は日本選手権や世界選手権などに向けてトレーニングパートナーも組んでおり、石井直方のボディビルにおける師匠的な存在でもある。
のちに国費留学生としてオックスフォード大学で1年半学び、留学時代の研究成果を基にした論文が科学雑誌『サイエンス』に掲載された。この頃から筋肉関係の基礎研究を行う研究者グループのヨーロピアンマッスルクラブと交流している。帰国後は東京大学で、理学部生物学科助手、総合文化研究科助教授、同教授、新領域創成科学研究科教授兼担、2020年に定年退職した。
1982年に「軟体動物平滑筋から単離した単一筋細胞の力学的性質とその構造的基礎」で理学博士（東京大学）。
2024年8月20日、癌を起因とする疾患で死去した。69歳没。死没日付をもって正四位に叙され、瑞宝中綬章を追贈された。

## 略歴
- 1977年3月 東京大学理学部生物学科卒業
- 1982年3月 東京大学大学院理学系研究科動物学博士課程修了（理学博士）
- 1982年4月 東京大学理学部助手
- 1987年2月 - 1988年3月 日本学術振興会特定国派遣研究者（オックスフォード大学）
- 1990年4月 東京大学教養学部助手
- 1991年4月 東京大学教養学部助教授
- 1999年4月 - 2020年3月 東京大学大学院総合文化研究科教授
- 2005年4月 - 2020年3月 東京大学大学院新領域創成科学研究科教授（兼担）[7]
- 2024年8月 死去[2]

## 著作

### 単著
- 『レジスタンス・トレーニング――その生理学と機能解剖学からトレーニング処方まで』ブックハウス・エイチディ、1999年
- 『みんなのレジスタンストレーニング――安全で効果的に筋トレを行うための知識と「部位別メニュー」』山海堂、2000年
- 『筋と筋力の科学〈1〉重力と闘う筋――筋はどのようにして力を出すのか？』山海堂、2001年
- 『筋と筋力の科学〈2〉筋を鍛える――トレーニングするとからだはどうなるのか？』山海堂、2001年
- 『やせる！くびれる！大腰筋エクササイズ――ガードル効果のある筋肉「大腰筋」を鍛えてくびれ美人になる！』マキノ出版、2003年
- 『究極のトレーニング――最新スポーツ生理学と効率的カラダづくり』講談社、2007年
- 『一生太らない体のつくり方』エクスナレッジ、2008年
- 『石井直方の筋肉まるわかり大事典』ベースボール・マガジン社、2008年
- 『一生太らない体のつくり方――スロトレ実践編』エクスナレッジ、2009年
- 『メタボ撃退エクササイズ』PHP研究所、2009年
- 『石井直方の体脂肪を燃やす「体型別」最新スロートレーニング』宝島社、2009年
- 『からだ想いさんの10分「ぷちトレ」ダイエット』アスペクト、2009年
- 『筋肉学入門――ヒトはなぜトレーニングが必要なのか？』講談社、2009年
- 『トレーニング・メソッド』ベースボールマガジン社、2009年
- 『筋を鍛える――ヒトはトレーニングによってどう変わるのか？』講談社、2009年
- 『太らない教室』情報センター出版局、2009年
- 『世界一モテる体のつくり方』講談社、2009年
- 『１日５分集中シェイプ！スロトレ日めくり』PHP研究所、2010年
- 『痩筋力 確実にやせる筋トレ術』学研プラス、2010年
- 『大人のスロトレ「1日10分で体が若返る」ゆっくりトレーニング』アスコム、2010年
- 『35歳からの美女の筋トレ』三笠書房、2010年
- 『鍛える理由』実業之日本社、2010年
- 『10歳若返る！10分スロトレ――おなかがへこむ！体脂肪が燃える！一生太らない！』世界文化社、2010年
- 『子どもの能力をとことん伸ばす筋力トレーニング』毎日コミュニケーションズ、2010年
- 『ポッコリお腹がみるみる！凹む 新・大腰筋ダイエット』小学館、2011年
- 『セルフレジスタンス――the extra SLOW TRAINING 美人をつくるダイエットエクササイズ』亜紀書房、2011年
- 『筋肉革命――人生を楽しむ体のつくり方』講談社、2011年
- 『トレーニングをする前に読む本――最新スポーツ生理学と効率的カラダづくり』講談社、2012年
- 『石井直方の若返る！日めくりスロトレ』宝島社、2012年
- 『【日めくり】体が硬い人のためのストレッチ』PHP研究所、2012年
- 『若返りホルモンダイエット』講談社、2012年
- 『「老けないカラダ」をつくる！――若さのスイッチを入れる習慣術』さくら舎、2012年
- 『1日10分すごくかんたんな体操で寝たきりにならない体になる！』アスコム、2012年
- 『石井直方のトレーニングのヒント』ベースボールマガジン社、2013年
- 『最短時間で最大効果！筋力トレーニングの時間短縮プログラム』マイナビ、2014年
- 『ゆるんだ体が引き締まる時短スロトレ――ワンモーション10秒でしっかり鍛える！』学研パブリッシング、2014年
- 『運動に関わる筋肉のしくみとトレーニング法』新星出版社、2014年
- 『一生動ける体のつくり方――今からでも間に合う足腰のスロトレ』池田書店、2014年
- 『カラダが変わる！姿勢の科学』筑摩書房、2015年
- 『〈東京大学教授〉石井直方の筋肉の科学』ベースボールマガジン社、2015年
- 『〈東京大学教授〉石井直方の新・筋肉まるわかり大事典』ベースボールマガジン社、2015年

### 共著
- 太田次郎ほか編『動物の行動（基礎生物学講座〈4〉）』朝倉書店、1995年
- 谷本道哉共著『スロトレ』高橋書店、2004年／〔完全版〕『スロトレ【完全版】DVDレッスンつき』高橋書店、2009年
- 谷本道哉共著『体脂肪が落ちるトレーニング――1日10分「クイック」・「スロー」で自在に肉体改造』高橋書店、2005年
- 『厳選！ダイエット成功ブック――あなたに合うダイエットがきっとみつかる！』永岡書店、2006年
- 高木達也共著『楽しい、レジスタンストレーニング入門』タッチダウン、2006年
- 谷本道哉共著『スロートレーニング ビューティダイエット（DVD付）』MCプレス、2008年／〔新板〕毎日コミュニケーションズ、2009年
- 谷本道哉共著『体脂肪を減らす筋肉をつける スロー&クイックトレーニング（DVD付）』MCプレス、2008年／〔新板〕毎日コミュニケーションズ、2009年／〔決定版〕マイナビ出版、2016年
- 谷本道哉共著『ストレッチ・メソッド――5つのコツで→もっと伸びる→カラダが変わる』高橋書店、2008年
- 藪野美生共著『DVD付 スロートレーニングパーフェクトプログラム』 講談社、2009年
- バイオメディカル・フィットネス研究会共著『90日間スロトレ・ダイエット』エクスナレッジ、2010年
- 谷本道哉共著『一生メタボにならない！お腹がやせる凹（ヘコ）トレーニング――かんたん！1分体操』毎日コミュニケーションズ、2010年
- 藪野美生共著『DVD付 スロトレダイエット』講談社、2010年
- 谷本道哉共著『美しいメリハリボディになる！くびれをつくる凹（ヘコ）トレーニング――かんたん！美女腰1分体操』毎日コミュニケーションズ、2010年
- 鄭雄一共著『今から始める「寝たきりにならない体」のつくり方』三笠書房、2013年
- 谷本道哉共著『お腹がやせる「体幹」体操』マイナビ、2014年
- 谷本道哉共著『脂肪が燃える「体幹」トレーニング』マイナビ、2014年
- 田中貴恵共著『東洋スロトレ』ベースボールマガジン社、2014年

### 編著書
- 大野秀樹、及川恒之共編『Q&A 運動と遺伝』大修館書店、2001年
- 吉岡利忠、後藤勝正共編『筋力をデザインする』杏林書院、2003年
- 佐藤義昭、中島敏明、安部孝共編『加圧トレーニングの理論と実践』講談社、2007年

### 監修
- 『トレーニング用語辞典』森永製菓株式会社健康事業部森永スポーツ&フィットネスリサーチセンター、2002年
- Thomas R. Baechle、Roger W. Earle著、長谷川裕、岡田純一訳『ストレングストレーニング&コンディショニング――NSCA決定版』ブックハウス・エイチディ、2002年
- 『大腰筋ダイエットで即効！お腹やせ』小学館、2003年
- ウイリアム・J・クレーマー、スティーブン・J・フレック著『ジュニアスポーツのための筋力トレーニング――小学生から高校生まで今すぐ始める体力向上エクササイズ』森永製菓健康事業部、2003年
- 『おなかがへこむ深部筋エクササイズ』PHP研究所、2004年
- 谷本道哉著『使える筋肉・使えない筋肉』山海堂、2005年
- 宗像伸子共監修『体脂肪を減らす特効BOOK――低脂肪レシピと燃焼系エクササイズが効く！』主婦と生活社、2005年
- 『“筋肉博士”石井直方の筋肉まるわかり大事典――筋肉のヒミツ、トレーニングの極意、栄養&食事法まで』ベースボール・マガジン社、2006年
- 『筋肉まるわかりバイブル』ベースボールマガジン社、2007年
- 『筋肉の大研究――しくみからトレーニングまで』PHP研究所、2007年
- 工藤麻衣子共監修『中高年から足腰力をつける本――筋トレ／ストレッチ／ウォーキング』主婦と生活社、2007年
- 『筋肉博士石井直方の筋肉まるわかり大事典 vol.2』ベースボール・マガジン社、2007年
- 谷本道哉著『使える筋肉・使えない筋肉 実技編――強くて使える筋肉をつくるトレーニング法120』ベースボールマガジン社、2008年
- 谷本道哉著『使える筋肉・使えない筋肉 理論編――筋トレでつけた筋肉は本当に「使えない」のか？』ベースボールマガジン社、2008年
- 植森美緒著『30秒ドローイン！腹を凹ます最強メソッド』高橋書店、2009年
- 左明、山口典孝著『カラー図解 筋肉のしくみ・はたらき事典』西東社、2009年
- 谷本道哉、荒川裕志、岡田隆著『基礎から学ぶ！ストレッチング』,ベースボールマガジン社、2009年
- 『内臓脂肪が燃えるカラダ革命』大和書房、2009年
- 山本ケイイチ著、阿保義久共監修『老けない筋トレ』ワニブックス、2010年
- 荒川裕志著、谷本道哉共監修『からだが目覚めるストレッチメニュー――アクティブな身体への“はじめの一歩”』池田書店、2010年
- 山口典孝著『スロトレ式ソフトストレッチ』東京書店、2010年
- 有賀誠司共監修『スポーツのための筋力トレーニング練習メニュー120』池田書店、2010年
- 『一生使えるカラダのつくり方 ボディメンテナンスメソッド』成美堂出版、2010年
- 山口典孝、左明著『動作でわかる筋肉の基本としくみ』マイナビ、2011年
- 『スワトレ――座ったままでおなかがへこむ！スロートレーニング（バランスクッションつき）』主婦の友社、2011年
- 岡田隆著『寝たまま全身ストレッチ』ベースボールマガジン社、2011年
- 谷本道哉編著『スポーツ科学の教科書――強くなる・うまくなる近道』岩波書店、2011年
- 岡田隆著『立ったまま全身ストレッチ』ベースボールマガジン社、2012年
- 岡田隆著『座ったまま全身ストレッチ』ベースボールマガジン社、2012年
- 荒川裕志著『最強の自宅トレーニングバイブル』マイナビ、2012年
- 岡田隆著『体幹くびれメソッド――コアからキレイにやせる10分エクササイズ』ベースボールマガジン社、2012年
- 荒川裕志著『体が硬い人のためのストレッチ』PHP研究所、2012年
- 谷本道哉著『スポーツがうまくなる！！身体の使い方、鍛え方』マイナビ、2012年
- 岡田隆著『DVDでよくわかる！ウェイトトレーニングビッグスリー再入門』ベースボールマガジン社、2013年
- アベナオミ（イラスト）『30代からの崩れをトメル マンガでわかる！美筋のススメ』マッグガーデン、2013年
- 岡田隆著『プロが教える骨と関節のしくみ・はたらきパーフェクト事典』ナツメ社、2013年
- 『姿勢力を上げるトレーニング』成美堂出版、2014年
- 岡田隆著『DVD付き 脂肪燃焼体質にカラダを変える体質改善ストレッチ』ナツメ社、2014年
- 有賀誠司著『スポーツのための体幹トレーニング練習メニュー240』池田書店、2014年
- 岡田隆著『DVD付き 短時間で思い通りのカラダをつくる 筋トレボディメイク・メソッド』ナツメ社、2014年
- 『スクスク身長が伸びる！子どもの歩き方メソッド』三才ブックス、2014年
- 『やせて健康になる！老けないためのボディメンテナンス』辰巳出版、2015年
- 造事務所編『中高年のスロトレ 【決定版】』日東書院本社、2015年
- 岡田隆著『生涯健康！立ったまま座ったまま寝たまま 姿勢を変えずに全身ストレッチ』ベースボールマガジン社、2015年
- 荒川裕志著『自宅でできる自重筋力トレーニング』マイナビ、2015年
- 田中貴恵著『運動ギライでも筋肉はつけられる！』PHP研究所、2015年
- 荒川裕志著『筋肉の使い方・鍛え方パーフェクト事典』ナツメ社、2015年
- 池田義雄、能㔟博共監修『元気応援ダイアリー』現代けんこう出版、2015年
- 『体が硬い人のためのやわらかストレッチ』主婦の友社、2016年
- NHK出版編『“筋力アップ”健康 今からでもできる! 「動けるカラダ」づくり』NHK出版、2016年

## テレビ出演
- 爆笑問題のニッポンの教養（NHK系） 2008年4月15日放送
- ヒューマニエンス（NHK_BSプレミアム） 2021年8月12日放送